# Crack-Up (album)
Crack-Up è il terzo album in studio del gruppo musicale statunitense Fleet Foxes, pubblicato nel 2017.

## Tracce
Testi e musiche di Robin Pecknold.
1. I Am All That I Need / Arroyo Seco / Thumbprint Scar – 6:25
2. Cassius, – – 4:50
3. – Naiads, Cassadies – 3:11
4. Kept Woman – 3:55
5. Third of May / Ōdaigahara – 8:48
6. If You Need to, Keep Time on Me – 3:31
7. Mearcstapa – 4:10
8. On Another Ocean (January / June) – 4:23
9. Fool's Errand – 4:48
10. I Should See Memphis – 4:44
11. Crack-Up – 6:24

## Formazione
- Robin Pecknold
- Skyler Skjelset
- Casey Wescott
- Christian Wargo
- Morgan Henderson